# 钱跃竑
钱跃竑，上海大学上海市应用数学和力学研究所教授，研究领域为湍流理论， 应用数学等，中国教育部第六批“长江学者”特聘教授。

## 生平
1984年于北京航空航天大学毕业，1990年获得巴黎高等师范学院物理系理学博士学位。
曾在东京计算流体力学研究所、普林斯顿大学、哥伦比亚大学、雷诺汽车公司等地工作。2005年起在上海大学上海市应用数学和力学研究所任教授。